# Tryphon flavilabris
Tryphon flavilabris är en stekelart som beskrevs av Stephens 1835. Tryphon flavilabris ingår i släktet Tryphon och familjen brokparasitsteklar. Inga underarter finns listade i Catalogue of Life.